# B.C.'s Quest for Tires
B.C.’s Quest for Tires is een computerspel dat werd ontwikkeld door Sydney Development Corperation en werd uitgegeven door Sierra On-Line. Het spel kwam in 1983 uit voor de Apple II, Atari en ColecoVision maar later volgde ook andere populaire homecomputers van die tijd. De naam van het spel is een verbastering van het stripverhaal en de film Quest for Fire.
Het spel is gebaseerd op de Amerikaanse strip B.C. van Johnny Hart. De speler bestuurt een holbewoner genaamd Thor die op een stenen eenwieler zijn vriendin ("Cute Chick") moet redden. Zij wordt gevangen gehouden door een dinosaurus. Tijdens zijn tocht ontmoet hij allerlei obstakels, zoals rivieren, bomen, lava-kraters en kloven. De moeilijkheidsgraad van het spel is hoog. In 1984 werd een vervolg van het spel uitgegeven, genaamd B.C. II: Grog’s Revenge.

## Platforms
| Jaar | Platform                             |
| ---- | ------------------------------------ |
| 1983 | Apple II, Atari 8-bit, ColecoVision  |
| 1984 | Commodore 64, PC Booter, ZX Spectrum |
| 1985 | MSX                                  |

## Ontvangst
| Beoordeeld door                | Jaar | Platform     | Score |
| ------------------------------ | ---- | ------------ | ----- |
| TeleMatch                      | 1984 | Atari 8-bit  | 100%  |
| Your Sinclair                  | 1986 | ZX Spectrum  | 80%   |
| Sinclair User                  | 1986 | ZX Spectrum  | 80%   |
| The Video Game Critic          | 2001 | ColecoVision | 75%   |
| Micro 7                        | 1984 | Commodore 64 | 67%   |
| Computer and Video Games (CVG) | 1986 | Commodore 64 | 60%   |
| Zzap!                          | 1985 | Commodore 64 | 57%   |

## Onderscheidingen
Het spel won verschillende onderscheidingen, zoals:
- Critic's Choice Awards - Best Game For Youngsters (uitgereikt door Family Computing).
- Arkie Award - Most Humorous Video/Computer Game (uitgereikt door Electronic Games).
- Colecovision Game of the Year - (uitgereikt door Video Game Update).
- Best use of Graphics and Sound in a Video Game - (uitgereikt door Billboard Magazine).